# Селман Ваксман
Селман (или Зелман) Абрахам Ваксман (на английски: Selman Abraham Waksman; на руски: Зельман Абрахам Ваксман; 22 юли 1888, с. Нова Прилука, Руска империя – 16 август 1973, Уудс Хоул, САЩ) е американски микробиолог и биохимик, Нобелов лауреат.

## Биография

### Ранни години
Роден е в село Новая Прилука, Виницки уезд, Подолска губерния, Руска империя в семейство на евреи. Баща му Яков Ваксман е дребен поземлен арендатор, а майка му Фрейда Ваксман (по баща Лондон) е собственичка на магазин за домашни потреби. Завършва гимназия № 5 в Одеса.
Емигрира в САЩ през 1910 г. Учи микробиология на почвата в селскостопански колеж и получава степен магистър по естествени науки (1915). Изучава химия в Калифорнийския университет в Бъркли и получава степен доктор.
Почива в селището Уудс Хоул, окръг Барнстабъл, щата Масачузетс, САЩ.

### Научна кариера
Кариерата му е свързана с Рутгерския университет в Ню Джърси. Преподавател и професор по биохимия и микробиология в Университета „Рутгерс“ в продължение на 4 десетилетия, той открива повече от 20 антибиотика (термин, въведен от него) и въвежда прилагането на процедури, които водят до развитието на много други.

### Признание
Носител е на Нобелова награда за физиология или медицина през 1952 г. за „откритието на стрептомицина, първия антибиотик, ефективен при лечение на туберкулоза“. При връчването на Нобеловата му награда ученият Арвид Волгрен от Каролинския институт го нарежда сред великите благодетели на човечеството.